# Old Skies
Old Skies – komputerowa gra przygodowa wskaż i kliknij stworzona przez studio Wormwood Studios i wydana przez Wadjet Eye Games na komputery z systemami Windows, Linux i macOS oraz na konsolę Nintendo Switch. Premiera odbyła się 23 kwietnia 2025 roku.

## Fabuła
Gra opowiada historię Fii Quinn – agentki pracującej w biurze turystycznym urządzającym wycieczki w czasie dla zamożnych klientów. Jej zadaniem jest zapobieganie paradoksom czasowym wywołanym przez podróżników.

## Odbiór gry
Old Skies zebrała pozytywne recenzje, zdobywając uznanie za głęboką historię, ciekawe postacie i dobrze napisane dialogi. Na portalu Metacritic Old skies zebrało 80% pozytywnych recenzji od krytyków.